# زاک اورث
زاک اورث (به انگلیسی: Zak Orth) (زاده ۱۵ اکتبر ۱۹۷۰) بازیگر آمریکایی است.
از فیلم‌های معروف او می‌توان به بازی در فیلم رومئو و ژولیت، آن‌ها باهم آمدند، تابستان داغ و مرطوب آمریکایی، بارش برف روی سروها، خون‌آشام‌ها، پایین برای تو، بازنده و باکستر اشاره کرد.